# هیروشی سوا
هیروشی سوا (انگلیسی: Hiroshi Sowa؛ زادهٔ ۱ مهٔ ۱۹۵۶) بازیکن فوتبال اهل ژاپن است.
از باشگاه‌هایی که در آن بازی کرده‌است می‌توان به باشگاه فوتبال سرزو اوساکا اشاره کرد.